# Albertkoppel

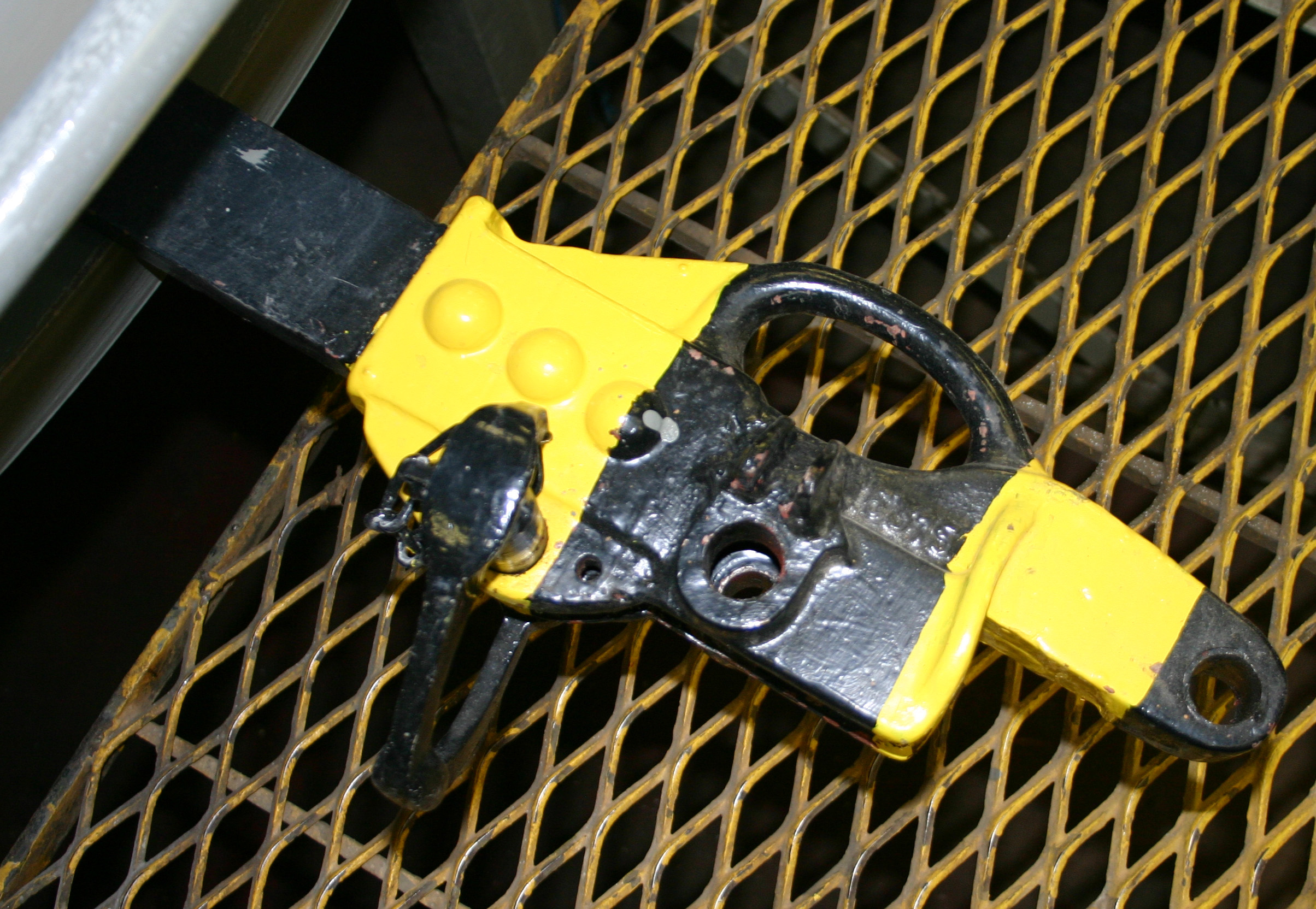
Albertkoppel

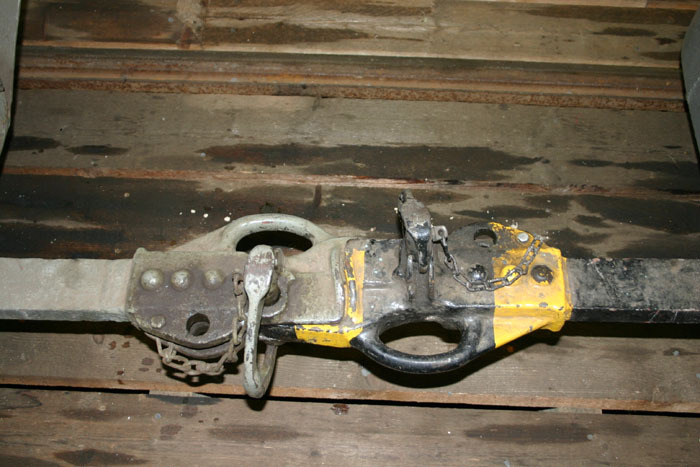
Två ihopkopplade albertkoppel

Albertkoppel är en typ av centralkoppel  som främst kommit till användning för lättare järnvägsfordon och spårvagnar. 
Koppeltypen konstruerades på 1920-talet för att ersätta det tidigare vanligen använda trumpetkopplet, en koppelanordning som orsakade en hel del personskador. Konstruktören var Karl Albert, direktör för Spårvägen i den tyska staden Krefeld i tiden efter första världskriget.  Albert är en koppeltyp som kan beskrivas som en handske med ett finger och en "hylsa". Fingret passar in i nästa koppels hylsa. Låsning sker manuellt med två sprintar. Till varje koppel hör en sprint.
Koppeltypen började användas av Göteborgs spårvägar under tidigt 1930-tal, där den också kom att ersätta trumpetkopplen.
Göteborgs spårvägars nyare vagntyper M31 och M32 är utrustade med albertkoppel. Albert finns också på nästan alla Spårvägssällskapet Ringliniens museala vagnar, utom två trallor som har trumpetkoppel. Pedalvagnarna (M25, M28 och M29) är dock utrustade med Scharfenbergkoppel, vilket också var fallet med vagntypen M21 innan den byggdes om till M31 och då försågs med albertkoppel.  
I spårvagnstrafiken i Stockholm introducerades albertkopplet först med vagntypen A13 (de så kallade Örbyvagnarna) år 1930. Senare byttes de äldre trumpetkopplen ut även på andra vagntyper och koppeltypen kom att bli den vanligaste i Stockholm. Arbetsfordon i tunnelbanan är alltjämt utrustade albertkoppel.
Äldre rälsbussar, dressiner och andra lättare järnvägsfordon är eller har också varit utrustade med koppel av alberttyp, på dåvarande Statens järnvägar exempelvis rälsbusstypen Yo1t. Kopplet och snarlika konstruktioner har förekommit vid flertalet spårvägar i Europa. Dock är olika varianter av Scharfenbergkoppel och liknande lösningar den vanligaste koppelanordningen på modernare spårvagnar.

## Olycksrisker m m
Inte heller albertkopplet är ofarligt. Det gäller att i rangeringsarbetet rätt behärska tekniken vid hantering av fordon och koppel för att undvika skaderisker. Det gäller att lossa den högra sprinten först för då viker sig kopplet bort från operatörens smalben. Gör man fel och det råder tryck i kopplet kan operatören skadas allvarligt, främst genom att kopplet med koppelstång kan vika sig in mot operatörens underben med stor kraft. Likaså kopplar man ihop kopplen genom att sätta i den högra sprinten, varefter fordonsföraren backar några decimeter (med bromsad släpvagn/tillkopplad vagn) och sträcker kopplen, så att även den vänstra sprinten kan sättas i rätt läge. Erfarna förare parkerar fordonen på ett sådant sätt att kopplen passar i varandra utan sträckning. I Göteborg kompletteras alltid albertkoppel med en säkerhetskedja efter en olycka på 1930-talet på Aschebergsgatan, där man tappade en släpvagn i den forna vändslingan vid Kapellplatsen .
Det händer att spårvagnar och personbilar är inblandade i kollisioner. Då ett albertkoppel träffar en personbil kan kopplet drivas rätt genom karossen med åtföljande skaderisker för de resande i bilen. 
Tillbud vid rangering förekommer också, oftast med en krökt koppelstång som följd, koppelstången är emellertid av smidesjärn och kan enkelt riktas tillbaka. Dock är det hög risk att sprinten skadas och om denna ej kontrolleras efter rangeringstillbud kan koppelbrott ske genom att kopplet viker sig då den trasiga sprinten ger sig varvid även den andra sprinten skadas. Mikroskopiska sprickor kan ofta endast upptäckas med röntgen eller ultraljud.